# Debian GNU/Hurd

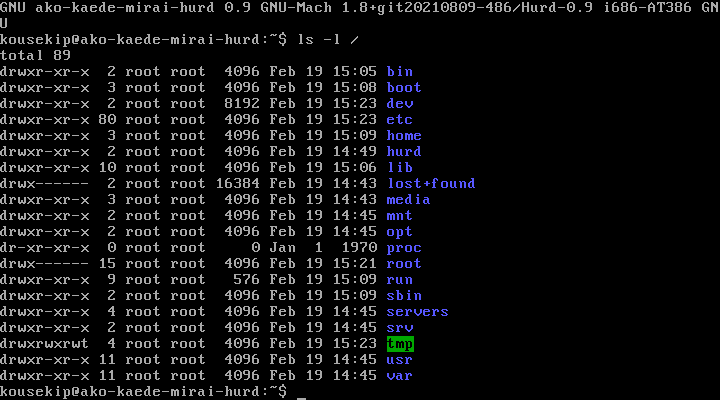
Debian GNU/Hurdのコンソール画面

Debian GNU/Hurd（デビアン・グヌー・ハード(デビアン・グニュー・ハード)）は、Debian GNU/LinuxのLinuxカーネル部分を、GNU Hurdカーネルに置き換えたシステムである。

## 歴史
Debian GNU/Hurd の開発は、1998年に開始された。長年に渡って開発が続けられているが、現在のところ正式なリリースには至っておらず、2010年1月時点でのDebian GNU/Linuxに対するソフトウェアパッケージ移植率は69%以上となっている。Debianの利用者の圧倒的多数は、Debian GNU/HurdではなくDebian GNU/Linuxを利用している。Debian GNU/Hurdの開発が遅れている原因のひとつに、GNU Hurd自体がまだ開発中であり、製品として使用できる状態になっていないことが挙げられる。
その後、2019年の段階で、Debian GNU/Hurdはいくつかの機能が欠けている。オペレーティングシステム (OS) はi386､x86-64のみに提供されており、ext2ファイルシステムを使っている。また、DHCPは動作しない。ロードマップはext4ファイルシステムへのミグレートの計画がある。DHCPを使おうとすると、マシンはブートの途中で停止してしまう。
Debian GNU/Hurdは、インストールCD（公式のDebian installerが走る）や、既に利用可能な形の仮想ディスクイメージ（Live CD、Live USBなど）の形で配布されている。CDはIA-32､x86-64アーキテクチャを利用しており、これはIA-32とx86-64PCでのシステムの利用を可能としている。
2021年現在のDebian GNU/Hurdのバージョン、Debian GNU/Hurd 2021であり、これは2021年8月に公開されたものである。